# Can't Catch Me Now
Can't Catch Me Now - from The Hunger Games: The Ballad of Songbirds & Snakes è un singolo della cantante statunitense Olivia Rodrigo, pubblicato il 3 novembre 2023 come colonna sonora del film Hunger Games - La ballata dell'usignolo e del serpente.

## Video musicale
Il video musicale, diretto da Leonn Ward, è stato reso disponibile sul canale YouTube della cantante il 13 novembre 2023.

## Tracce
Testi e musiche di Olivia Rodrigo e Daniel Nigro.
1. Can't Catch Me Now – 3:25

## Formazione
- Olivia Rodrigo – voce
- Dan Nigro – chitarra, mellotron, basso, tastiere, missaggio, ingegneria del suono
- Paul Cartwright – arrangiamento degli strumenti ad arco, viola, violino
- Dylan Waterhouse – ingegneria del suono
- Chappell Roan – cori
- Randy Merrill – mastering

## Classifiche
| Classifica (2023-24) | Posizione massima |
| -------------------- | ----------------- |
| Australia            | 23                |
| Austria              | 66                |
| Canada               | 42                |
| Francia              | 100               |
| Germania             | 83                |
| Irlanda              | 5                 |
| Lituania             | 32                |
| Norvegia             | 37                |
| Nuova Zelanda        | 15                |
| Paesi Bassi          | 45                |
| Portogallo           | 97                |
| Regno Unito          | 12                |
| Stati Uniti          | 56                |
| Svezia               | 82                |
| Svizzera             | 56                |